# Sclerocarya birrea subsp. caffra
Sclerocarya birrea caffra es una variedad de Sclerocarya birrea perteneciente a la familia de las anacardiáceas. Es originaria de África.

## Descripción
Es un árbol perennifolio que alcanza 18 m de altura. Se encuentra hasta los 1700 m de altitud, distribuidos por el sur de África en Botsuana, Namibia, Sudáfrica, Zimbabue y Suazilandia.